# Conjunto sólido
En matemáticas, específicamente en teoría del orden y en análisis funcional, un subconjunto {\displaystyle S} de un espacio de Riesz se dice que es sólido y se llama ideal si para todos los {\displaystyle s\in S} y {\displaystyle x\in X,} si {\displaystyle |x|\leq |s|} entonces {\displaystyle x\in S.}
Un espacio vectorial ordenado cuyo orden es arquimediano se dice que está ordenado arquimedianamente.
Si {\displaystyle S\subseteq X}, entonces el ideal generado por {\displaystyle S} es el ideal más pequeño en {\displaystyle X} que contiene a {\displaystyle S.}
Un ideal generado por un conjunto unitario se llama ideal principal en {\displaystyle X.}

## Ejemplos
La intersección de una colección arbitraria de ideales en {\displaystyle X} es nuevamente un ideal y, además, {\displaystyle X} es claramente un ideal en sí mismo.
Por lo tanto, cada subconjunto de {\displaystyle X} está contenido en un ideal más pequeño único.
En un retículo vectorial localmente convexo {\displaystyle X,} el polar de cada entorno sólido del origen es un subconjunto sólido del espacio dual continuo {\displaystyle X^{\prime }}.
Además, la familia de todos los subconjuntos sólidos equicontinuos de {\displaystyle X^{\prime }} es una familia fundamental de conjuntos equicontinuos, los polares (en {\displaystyle X^{\prime \prime }} bidual) forman una base de entornos del origen de la topología natural en {\displaystyle X^{\prime \prime }} (es decir, la topología de convergencia uniforme del subconjunto equicontinuo de {\displaystyle X^{\prime }}).

## Propiedades
- Un subespacio sólido de una red vectorial {\displaystyle X} es necesariamente una subred de {\displaystyle X.}[1]
- Si {\displaystyle N} es un subespacio sólido de una red vectorial {\displaystyle X}, entonces el cociente {\displaystyle X/N} es una red vectorial (bajo el orden canónico).[1]